# Comté de Carter (Tennessee)
Pour les articles homonymes, voir Comté de Carter.
Le comté de Carter est un comté de l'État du Tennessee, aux États-Unis, fondé en 1796.